# Pożywka Tarroziego-Wrzoska
Pożywka Tarroziego-Wrzoska (także: pożywka Wrzoska) – podłoże do hodowli bakterii beztlenowych.
Pożywka składa się z bulionu przygotowanego na wyciągu z wątroby zwierzęcej, kostek gotowanej wątroby i glukozy. Przed sterylizacją pożywkę pokrywa się warstwą oleju parafinowego. Przed posiewem regeneruje się ją (ogrzewa) w temperaturze 100 °C przez 10 minut, a następnie schładza w strumieniu wodnym. Badany materiał wprowadzony zostaje pipetą pod powierzchnię oleju parafinowego. Następnie hoduje się posiewy w temperaturze 37 °C przez 72 godziny. Obecność beztlenowców obrazuje zmętnienie pożywki i obecność gazu pod parafiną lub w jej warstwie. Potwierdzenie następuje barwieniem metodą Grama.